# 量子力學詮釋
量子力學雖然已經過全面和嚴謹的實驗驗證，但對於應該如何詮釋這些實驗結果，此後又会對大自然的根本運作方式得出怎样的結論仍沒有定論，而這些各種不同的理解方式，則統稱為量子力學詮釋。諸多學派的爭議點的其中包括了量子力學可否理解為決定性理論，或是量子力學的哪些方面是「真實存在」的等議題。
物理學家和物理哲學家都對這一問題特別關注。而一種對量子力學的詮釋，一般同樣被視為對量子力學之數學表述的詮釋，也就是為理論中的各個數學概念賦予了現實的物理意義。

## 歷史背景
「波函數」、「矩陣力學」等量子理論術語的定義曾經過數個階段的發展。例如，埃爾溫·薛定諤最初把電子波函數看作是抹散於場中的電子電荷密度，而馬克斯·玻恩則把它詮釋為分佈於場中的電子機率密度。
哥本哈根詮釋在早期最被人們所廣泛接受，但隨著量子退相干概念在科學界中普及，多世界詮釋的認受性也逐漸提高。而嚴格的形式論觀點認為應避諱對量子理論進行詮釋，但是卻有科學家提出了一些可證偽實驗，如測量人工智能意識和利用量子電腦等，期望在將來能判斷各種詮釋的真偽。
Schlosshauer等人在2011年的「量子物理與現實之本質」會議上進行了一項調查，粗略地總結了1990年代至2000年代主流觀點的發展。他們亦引用了馬克斯·泰格馬克於1997年的「量子理論之根本問題」會議上進行的另一項相似的非正式調查，而得到的結論是「哥本哈根詮釋依然占統治地位」，其支持率为最高的（42%），其次為逐漸進入主流的多世界詮釋。

## 直接詮釋的障礙
诠释的难度反映在量子力学正统描述的几个特点上：
1. 正统描述具抽象化，数学化的特点。
2. 有似乎是非决定性的，不可逆的过程。
3. 量子纏結现象，尤其是经典理论中不存在的远程事件的相关性。
4. 对於现实的多个描述之间的互补性。
5. 观测者在测量过程中扮演着某种角色。
6. 量子力学的描述随系统尺寸增大而变得更为复杂的速度之快。

首先，量子力学现有的数学结构是基于非常抽象的数学的，比如希尔伯特空间及其算符。但在经典力学与电磁学中，质点或场是使用二维或三维空间上的实数或函数所描述的，而这种描述具有直接的空间意义，因此就无须再为这些数或函数给予特别的诠释。
再者，测量过程可能在量子论中扮演了重要地位——这一点引起了許多争论。我们所处的世界似乎每时每刻都是一个固定状态，但是量子力学卻以一个赋予所有值概率的函数来描述。一般说来，波函数使得任何物理量（比如位置）的所有可能值都被赋予了非零的概率。而既然波函数是分布在所有的空间上的，那么我们又怎会看到一个粒子在某个特定的位置上呢？为了解释如何从概率中浮现出某个特定的状态，直接诠释引入了测量的概念。根据诠释，波函数对彼此相互有影响，并根据量子力学的定律在时间上演化直至作一次测量，测量时系统变为可能值之一，而变为哪个值的概率则是由波函数赋予的。这正如双缝实验所示的，测量与系统状态以一种多少有点奇异的方式交互。
这样，描述非相对论系统的时间演化的数学形式体系中存在两种相反的变换：
- 由状态空间上的酉算符描述的可逆变换，这种变换由薛定谔方程的解决定。
- 由数学上更复杂的变换（见量子算符）描述的不可逆和不可预测的变换，比如测量一个系统时所经历的变换。

一但解决了诠释问题就得已解释第二种变换，並能為其提供某种合理的图像。而以纯粹数学的方式则可以做到这一点，比如多世界诠释或一致性历史诠释。
除了在测量过程中的不可预测与不可逆的特点之外，量子物理还有一些從未出现在任何经典理论中的特点使其与经典物理存在很大的区别。該性質可從正如EPR佯谬所说明的纠缠的现象中得到一定程度的體現，而这是由於此种现象正好违反了定域性原理。
此外，诠释的另一障碍是互补性现象，该现象正违反了命题逻辑的基本原理。即互补性下的任何逻辑图像（符合经典命题逻辑的）都被认为是不可能用于同时描述和推理一个量子系统S的所有属性的。通常地说，有互补的命题A和B可以各自描述S，但不能同时描述，A和B的例子可表示为使用波的方式描述S的命题和使用微粒方式描述S的命题，这种通常的说法其实即是尼尔斯·玻尔的原始表达，而这种表达通常就等同于互补性原理本身。
然而，互补性原理并不一定意味着经典逻辑錯誤（尽管希拉里·普特南在他的逻辑是经验性的吗？一文中采取了此种观点）。互补性只是意味着以命题连接词所组合S的物理属性（比如各自处于一个值的范围中的位置和动量）時並不符合经典命题逻辑的规则（见量子逻辑）。正如（Omnès, 1999）所指出的那个现在已经广为人知的“互补性的起源在于描述可观测量的算符的不交换律”。
不過，由於量子系统的复杂性是因應其自由度数目指数增长的，故此难以在量子描述与经典描述之间做出对照，繼而形成看近似化为经典的状况。

## 常見量子力學詮釋摘要

### 工具主义诠释
任何现代科学理论都應有至少一个工具主义诠释，该诠释将数学形式体系与实验实践预测联系起来。而在量子力学中，最普遍的工具主义描述就是对态制备过程与测量过程间的统计规律的断言。即，若对一个实值量测量多次，且每次从同一初始状态开始，該测量结果就是一个良定义的实数域上的概率分布。因此，量子力学提供了计算工具可以算出该分布的统计属性，比如期望值。
计算对系统S进行的测量需要用到复数域上的希尔伯特空间H。当系统S制备为纯态时，它表示为H中的一个矢量。可测的量表示为H上的Hermitan算符：它们称为可观察量。
当S制备为状态ψ时，对可观察量A的重复测量产生一个值的分布。该分布的期望值由如下表达式给出
{\displaystyle \langle \psi \vert A\vert \psi \rangle }。
只要理解如何用希尔伯特空间矢量表示初始态，以及如何用可观察量（即Hermitan算符）表示测得的值，就能以该数学计算式为计算实验结果的统计属性提供一种简单直接的方式。
举一个计算的例子，发现系统处于给定状态{\displaystyle \vert \phi \rangle }的概率由计算以下（一阶）投影算符的期望值得出
{\displaystyle \Pi =\vert \phi \rangle \langle \phi \vert .}
得到的概率就是由以下式子给出的非负实数
{\displaystyle P=\langle \psi \vert \Pi \vert \psi \rangle =\vert \langle \phi \vert \psi \rangle \vert ^{2}}。
工具主义描述也可以看作是诠释，不过这是一种对语言的滥用，而且这种使用多少是具误导性的。因为工具主义直接避免了任何诠释的出现；即是它并不试图回答为什么的问题。

### 爱因斯坦關注的性質
一種诠释需以爱因斯坦提出的几个特点刻画，比如：
- 实在论性
- 完备性
- 定域实在性
- 决定性

如要解释这些属性需要进一步说明诠释提供的图像。为此，我们可將诠释看做是数学形式体系M中的元素与诠释结构I中元素的对应，其中
- 数学形式体系M由这些元素组成：希尔伯特空间ket矢量机制，作用在ket矢量的空间上的自伴算符，ket矢量的酉性时间相关性，测量操作。在这种体系下，测量操作也就是将ket矢量转换为概率分布的变换（这一概念的形式化表述参见量子算符）。
- 诠释结构I由这些元素组成：态，态之间的变换，测量操作，关于这些元素的空间存在的可能的信息。测量操作表示一个得到值的操作，该操作可能改变系的态。空间信息由态展现，态由构形空间上的函数表示。变换可能是非决定性的，或者概率性的，或者可能有无穷个态。

但是，诠释的关键在於I的元素是否应被视为物理真实的。因此之前说明的量子力学的单纯工具主义视角并非一个解释，因为它没有对物理真实的元素作出说明。
实在性和完备性的说法是从爱因斯坦和另外两人讨论EPR佯谬的文章中起源的。在那篇文章中，作者提出实在元素和物理理论完备性的概念，三人把实在元素刻画为在测量或用其它方式影响之前其值可以准确预测的量，并定义完备的物理理论为给予每个物理实在的元素的解释的理论。从语义的角度来看诠释，若诠释结构中的每个元素都出现在数学体系中，则诠释是完备的。实在性也是数学体系中各个元素的属性，若一个元素有对应的诠释结构元素，则该元素是实在的。例如在某些量子力学的诠释中（比如多世界诠释），表示系统状态的ket矢量就对应着物理实在的元素，然而在另一些诠释中就没有。
决定性是刻画了态随时间的变化的属性。即未来某个时刻的态是当前态的某个函数（见时间演化）。但一种诠释是否为决定性的，这一点并不显然，因为时间参数的选取并不确定。再者，任何理论都可能有决定性的和非决定性的两种诠释。
定域实在性包含两个方面：
- 测量得到的值是态空间中某个函数的值。换句话说，值是实在元素。
- 测量结果的传播速度不超过某种普遍的限制（比如光速）。若要達到这一点，诠释结构中的测量操作就必定是定域化的。

约翰·贝尔提出了一种用定域隐变量理论表述的定域实在性。
贝尔定理结合实验检验限制了量子论可以拥有的性质。主要的结论是量子力学不能同时满足定域性原理与反事实确定性。

### 哥本哈根诠释
哥本哈根诠释是由尼尔斯·波尔和维尔纳·海森堡在約1927年與哥本哈根合作时表述的量子力学的“标准”诠释。波尔和海森堡扩展了最初由马克斯·波恩提出的波函数的概率解释。哥本哈根解释将“当我测量它的位置之前它在何处？”这一类问题排斥为无意义的。测量过程以赋予各种态的良定义的概率為一致的方式随机从多种可能性之中选出一种。根据这种诠释，观察者或外在于量子系统的装置是波函数坍塌的致因，正如保罗·戴维斯所说，“现实存在于观察之中，而不在电子之中”。

### 多世界诠释
在多世界诠释中，宇宙波函数满足每一时刻都是相同的、决定性的和可逆的规律。尤其是，不存在（非决定性和不可逆的）波函数坍塌。与测量相关的现象用退相干来解释。退相干发生在量子态与环境相互作用时，此时产生了纠缠。这一过程将宇宙反复分裂成相互不可见的间隔着的历史——在一个更大的多重宇宙中的不同的宇宙。

### 一致性历史诠释
一致性历史诠释推广了传统的哥本哈根诠释，並试图为量子宇宙学提供一种自然的诠释。这种理论基于一个一致性标准，该标准允许对系统进行某种描述，让各种历史的概率符合经典概率的加法律。该诠释声称其与薛定谔方程是一致的。
根据此种诠释，量子力学理论的目的是预测各种不同历史之间的相对概率。

### 系综诠释，或统计诠释
系综诠释也称为统计诠释，是一种极简主义的诠释。这也就是说，它对标准的数学体系只作出最少的假设。它最大限度地采用了波恩的统计诠释。该诠释认为波函数并不能作用於系统个体上，比如其不能作用在单个的粒子上，而它僅是一个抽象的统计量，只能作用於制备出的相似系统（或粒子）的系综（即大量总体）上。对这种诠释的最著名的支持者或许是爱因斯坦：
试图把量子论描述想象成对个体系统的完备描述会导致反常的理论诠释。只要认同，量子论的描述是对系统的系综而非个体系统作出的，就无需这么想了。——Einstein in Albert Einstein: Philosopher-Scientist, ed. P.A. Schilpp (Harper & Row, New York)
目前系综诠释的最有名提倡者是Leslie E. Ballentine，他是西蒙弗雷泽大学的教授，也是硕士级教材“Quantum Mechanics, A Modern Development”的作者。Akira Tonomura's Video clip 1中有说明系综诠释的实验。从对多个电子的系综做的双缝实验中也可以看出，由于量子力学的波函数（的绝对值平方）描述了完整的干涉图像，所以它描述的一定是系综。

### 德布罗意-玻姆理论
德布罗意-玻姆理论是由路易·德布罗意提出，此后再由大卫·玻姆进行扩展用以涵蓋其测量的理论，即粒子总是有一个位置，并且受到波函数的引导，而波函数如根据薛定谔波动方程演化，则从不坍塌。该理论采用单一的时空，是非定域的，决定性的。對於粒子位置和速度的測量必須遵守不确定性原理。该理论一般认为是一种隐变量理论，通过采用非定域性，它满足贝尔不等式。由于粒子每时每刻都有确定的位置，测量问题得到了解决，坍塌可被解释为外在现象。

### 关系性量子力学
关系性量子力学的基本理念沿袭了狭义相对论，它认为不同的观察者可能对同一组事件作出不同的解释。例如，某一时刻对于一位观察者，系统可能处于唯一一种“坍塌”了的特征态；然而同一时刻对于另一位观察者，系统可能处于两个或更多个态的叠加之中。因此，据关系性量子力学论述所说，要使量子力学成为完备的理论，“态”就不只是描述被观测的系统本身，而是系统与观察者之间的关系或相关性。量子力学的态矢量就此成为了观察者对于被观测系统的一些内在自由度的相关性。此外，关系性量子力学认为这对所有的物理对象都适用——不论该对象是否为宏观的或者是否具有意识。任何“测量事件”都简单地被视为一般的物理交互，是一种相关性的建立。因此理论的物理内容不仅处理对象本身，还处理对象之间的关系。
不僅如此，还有一种名为量子力学的关系式处理的詮釋，它是仿照大卫·玻姆对狭义相对论的阐释提出的。它把测量事件视为在量子场与测量仪器之间建立某种关系。这样就避免了应用海森堡不确定性原理时的内在模糊性。

### 基本环
这种诠释的基本理念是如路易·德布罗意对于波粒二象性注意到的如下经验事实：基本粒子根据其由普朗克常数决定的能量和动量而在时空上重复出现。这意味着任何自然的系统都能夠以基本时空环来描述。这种重复出现作为半经典的量子化条件施加，与无限深势井的量子化类似。由此得到的环形力学形式上等价于量子力学的标准形式体系，也等价于费曼的形式体系。评论参见。它也是对波尔-索末菲量子化（或者颤动）的改进，其與胡夫特决定性所提出的，将量子力学视为极快速周期运动的统计近似。这一理念在现代物理学中也有应用，例如度规不变量的几何描述，以及对Maldacena对偶的诠释。

### 交易诠释
量子力学的交易诠释也称TIQM，由约翰-克莱默提出，是受惠勒-费曼吸收子理论启发的量子力学诠释。他以由延迟波（顺着时间行进）与超前波（逆着时间行进）形成的驻波来描述量子力学的交互。提出者声称这避免了哥本哈根诠释的哲学障碍，也避免了引入观察者，还解决了另一些量子力学的悖论。

### 随机诠释
普林斯顿大学的教授爱德华·纳尔逊在1966年提出了一种仿照布朗运动的对薛定谔方程的完全经典的推导和诠释。此前R·菲尔特（1933）、I. Fényes (1952)以及Walter Weizel（1953）曾发表类似的想法，而在纳尔逊的文章中也对此进行了引用。M·帕文在當時最近进行了一些随机诠释方面的工作。Roumen Tsekov則提出了另一种随机诠释。

### 客观坍塌理论
客观坍塌理论中的波函数与坍塌过程都被视为在本体上是客观的，这一点与哥本哈根诠释不同。在这种理论中，坍塌是随机发生的（“自发定域”），或者是在达到了某物理阈值时发生的。观察者並不扮演任何特定的角色。因此这是一种实在、非决定性、非隐变量的理论。标准量子论并未指定坍塌的机制，如果客观坍塌是正确的话，就需要对其作出坍塌机制扩展，这意味着客观坍塌更多是一种理论而不是诠释。这类诠释的例子包括GRW理论以及Penrose诠释。

### 冯诺依曼/维格纳诠释：意识导致坍塌
约翰·冯·诺伊曼在其著作“The Mathematical Foundations of Quantum Mechanics”中深入分析了所谓的测量问题。他认为整个物理宇宙都遵循薛定谔方程（宇宙波函数）。他也解释了测量为何会引起波函数的坍塌。这一观点由尤金·维格纳进行了扩展，他论证说明人类实验者的意识（甚或是狗的意识）对于坍塌有着关键的作用，但他后来卻放弃了这种诠释。
冯诺依曼诠释的变体有：
主观塌縮研究
意識導致波函數塌縮这一原理是量子力学与身心问题的交汇点；研究者们正试图检测与物理事件相关的意识事件——根据量子论，意识事件应该会导致波函數塌縮。但是迄今为止，研究并没有得到确定的结论。
参与性人择原理（PAP）

约翰·惠勒的参与性人择原理认为意识扮演着把宇宙变为现实存在的角色。
另一些物理学家阐释了他们自己的冯诺依曼诠释的变体，包括：
- Henry P. Stapp（Mindful Universe: Quantum Mechanics and the Participating Observer）
- Bruce Rosenblum and Fred Kuttner（Quantum Enigma: Physics Encounters Consciousness）
- Amit Goswami（The Self-Aware Universe）

### 多心灵诠释
量子力学的多心灵诠释是对多世界诠释的扩展。这种诠释提议把多个世界之间的区别投放到个体观测者的精神层面上。

### 量子逻辑
量子逻辑可以视为一种命题逻辑，此种命题逻辑适用于理解涉及到量子测量的反常现象，尤其是关于互补变量的测量操作之间的组合的。这一研究及其名称都是加勒特·伯克霍夫与约翰·冯·诺伊曼1936年的文章提出的。他们的出发点是融合经典的布尔逻辑与量子力学测量和观察事实之间明显的不一致。

### 量子信息论
量子信息论是信息科学和量子理论的交叉学科，它将量子力学应用于信息科学技术，为信息科学的发展提供了崭新的原理、方法和途径。在量子信息处理过程中，信息的载体是量子态，从而能夠通过直接调控微观体系的量子态完成逻辑运算。量子信息论的基础是量子力学原理。当然，晶体管和集成电路也是基于量子力学的，但在量子信息论中，其算法引入了量子力学的原理和方法，这一点是与经典理论的根本区别。也就是说，利用量子力学中波函数的叠加性质，将由0和1的二进制构成的经典比特推广到含复数的量子比特。

### 其它诠释
除了上述的主流量子力學詮釋，一些由主流學者到非專業人士各提出了其他類型的詮釋，但對主流學界未造成重要影響。部分詮釋甚至已與神秘學相關，而成了偽科學。

## 外部連結
- Willem M. de Muynck Broad overview, realist vs. empiricist interpretations, against oversimplified view of the measurement process
- Comparative interpretations
- Skeptical View of "New Age" Interpretations of QM （页面存档备份，存于）
- The many worlds of quantum mechanics （页面存档备份，存于）
- Erich Joos' Decoherence Website Portuguese Web Archive的存檔，存档日期2016-05-23 Basic and in-depth information on decoherence
- Quantum Mechanics for Philosophers An argument for the superiority of the Bohm interpretation.
- Many-Worlds Interpretation of Quantum Mechanics （页面存档备份，存于）
- Numerous Many Worlds-related Topics and Articles
- Relational Quantum Mechanics （页面存档备份，存于）
- This Quantum World （页面存档备份，存于） What is quantum mechanics trying to tell us about the nature of Nature?
- Theory of incomplete measurements （页面存档备份，存于） Deriving quantum mechanics axioms from properties of acceptable measurements.
- Schreiber, Z. - The Nine Lives of Schrodinger's Cat (overview of interpretations)[永久]
- Alfred Neumaier's FAQ （页面存档备份，存于）
- Measurement in Quantum Mechanics FAQ （页面存档备份，存于）